# Paralaea
Paralaea is een geslacht van vlinders van de familie spanners (Geometridae), uit de onderfamilie Ennominae.

## Soorten
- P. beggaria Guenée, 1858
- P. hypoleuca Turner, 1919
- P. hypsilopha Turner, 1919
- P. polysticha Goldfinch, 1944
- P. porphyrinaria Guenée, 1858
- P. tasima Cramer, 1779